# 백운산 (강원/충북)
백운산(白雲山)은 대한민국 강원특별자치도 원주시와 충청북도 제천시에 걸쳐있는 산이다.

## 방송 송신 시설
| 디지털TV   |                   |            |                     |      |                                                                   |
| 가상채널   | 방송국명          | 호출부호   | 물리채널            | 출력 | 가시청권                                                          |
| CH 6-1     | G1방송 TV         | HLCG-DTV   | CH 16               | 1㎾  | 원주, 횡성, 이천 일부, 여주 일부, 제천 일부                       |
| CH 7-1     | KBS원주 DTV2      | HLCE-DTV   | CH 23               | 1㎾  | 원주, 횡성, 이천 일부, 여주 일부, 제천 일부                       |
| CH 9-1     | KBS원주 DTV1      | HLCW-DTV   | CH 20               | 1㎾  | 원주, 횡성, 이천 일부, 여주 일부, 제천 일부                       |
| CH 10-1    | EBS 1TV           | HLQL-DTV   | CH 18               | 1㎾  | 원주, 횡성, 이천 일부, 여주 일부, 제천 일부                       |
| CH 10-2    | EBS 2TV           | HLQL-DTV   | CH 18               | 1㎾  | 원주, 횡성, 이천 일부, 여주 일부, 제천 일부                       |
| CH 11-1    | 원주MBC DTV       | HLSB-DTV   | CH 21               | 1㎾  | 원주, 횡성, 이천 일부, 여주 일부, 제천 일부                       |
| UHDTV      |                   |            |                     |      |                                                                   |
| 가상채널   | 방송국명          | 호출부호   | 물리채널            | 출력 | 가시청권                                                          |
| CH 6-1     | G1방송 UHDTV      | HLDG-DTV   | CH 53               | 4㎾  | 부산, 김해, 창원, 거제 일부                                       |
| CH 7-1     | KBS원주 2TV       | HLKE-UHDTV | CH 56               | 2㎾  | 부산, 김해, 창원, 거제 일부                                       |
| CH 9-1     | KBS원주 1TV       | HLKG-UHDTV | CH 52               | 2㎾  | 부산, 김해, 창원, 거제 일부                                       |
| CH 11-1    | 원주MBC UHDTV     | HLKU-DTV   | CH 55               | 2㎾  | 부산, 김해, 창원, 거제 일부                                       |
| FM라디오   |                   |            |                     |      |                                                                   |
| 주파수     | 방송국명          | 호출부호   |                     | 출력 | 가시청권                                                          |
| 89.5㎒     | KBS원주 음악FM    | HLSB-FM    |                     | 3㎾  | 원주, 횡성, 홍천 일부, 영월 일부, 이천 일부, 여주 일부, 제천 일부 |
| 92.7㎒     | 원주MBC 라디오    | HLSB-SFM   |                     | 1㎾  | 원주, 횡성, 홍천 일부, 영월 일부, 이천 일부, 여주 일부, 제천 일부 |
| 97.1㎒     | KBS원주 제1라디오 | HLCW-SFM   |                     | 1㎾  | 원주, 횡성, 홍천 일부, 영월 일부, 이천 일부, 여주 일부, 제천 일부 |
| 98.9㎒     | 원주MBC FM4U      | HLSB-FM    |                     | 3㎾  | 원주, 횡성, 홍천 일부, 영월 일부, 이천 일부, 여주 일부, 제천 일부 |
| 104.9㎒    | EBS FM            | HLQL-FM    |                     | 3㎾  | 원주, 횡성, 홍천 일부, 영월 일부, 이천 일부, 여주 일부, 제천 일부 |
| 105.9㎒    | TBN강원교통방송   | HLSV-FM    |                     | 1㎾  | 원주, 횡성, 홍천 일부, 영월 일부, 이천 일부, 여주 일부, 제천 일부 |
| 지상파DMB  |                   |            |                     |      |                                                                   |
| 앙상블명   | 방송국명          | 호출부호   | 채널(주파수)        | 출력 | 가시청권                                                          |
| MY MBC     | MY MBC            | HLAN-TDMB  | CH 13B (211.280MHz) | 2㎾  | 원주, 횡성, 이천 일부, 여주 일부, 제천 일부                       |
| U-KBS      | KBS STAR          | HLKM-TDMB  | CH 13B (213.008MHz) | 2㎾  | 원주, 횡성, 이천 일부, 여주 일부, 제천 일부                       |
| U-KBS      | HD KBS STAR       | HLKM-TDMB  | CH 13B (213.008MHz) | 2㎾  | 원주, 횡성, 이천 일부, 여주 일부, 제천 일부                       |
| U-KBS      | KBS HEART         | HLKM-TDMB  | CH 13B (213.008MHz) | 2㎾  | 원주, 횡성, 이천 일부, 여주 일부, 제천 일부                       |
| U-KBS      | KBS MUSIC         | HLKM-TDMB  | CH 13B (213.008MHz) | 2㎾  | 원주, 횡성, 이천 일부, 여주 일부, 제천 일부                       |
| G1방송 DMB | Hi G1             | HLCG-TDMB  | CH 13B (214.736MHz) | 2㎾  | 원주, 횡성, 이천 일부, 여주 일부, 제천 일부                       |
| G1방송 DMB | Go G1             | HLCG-TDMB  | CH 13B (214.736MHz) | 2㎾  | 원주, 횡성, 이천 일부, 여주 일부, 제천 일부                       |

## 같이 보기
- 한국의 산 목록